# Arrondissement Confolens
Arrondissement Confolens je francouzský arrondissement ležící v departementu Charente v regionu Poitou-Charentes. Člení se dále na 10 kantonů a 139 obcí.

## Kantony
- Aigre
- Chabanais
- Champagne-Mouton
- Confolens-Nord
- Confolens-Sud
- Mansle
- Montembœuf
- Ruffec
- Saint-Claud
- Villefagnan